# Liebe ist Privatsache
Liebe ist Privatsache ist eine Fernsehserie, die in den Jahren 1993 bis 1994 von ProSieben produziert und ausgestrahlt wurde. 2001 strahlte tm3 zwei bis dahin nicht veröffentlichte Episoden aus.

## Handlung
Nach ihrer Hostessen-Ausbildung gründen Caroline Bachmayr, Simone Pelletier und Elke Engel eine Wohngemeinschaft auf dem Anwesen des Freiherrn Carolus von Krippenreither, eines verarmten Adligen der alten Schule. Der Freiherr hält es für seine Pflicht, den Damen das für ihren Beruf benötigte gute Benehmen beizubringen. Während der 15 Folgen (Pilotfilm und Episode 1 bis 14) kommen sie in fremde Städte und lernen interessante Menschen kennen. Allerdings gibt es jedes Mal neue Herausforderungen, auf die sie sich einstellen müssen. Ein Kegelclub möchte einen Ausflug in Münchens Kulturgeschichte machen, ein reizbarer Pianist sucht freundliche Tourneebegleitung oder eine afrikanische Delegation sammelt Informationen über die bayerische Viehzucht. Zwar sind die Damen immer auf der Suche nach dem richtigen Mann, private Gefühle dürfen sie während ihrer Einsätze aber nicht zeigen, denn Liebe bleibt nun einmal Privatsache! Als Simone ein Kind bekommt und die WG verlässt, übernimmt ihre Stiefschwester Anna Neumann WG-Zimmer und Job.

## Hintergrund
Nach Glückliche Reise war Liebe ist Privatsache  die zweite eigenproduzierte Serie von Pro Sieben, hatte jedoch nicht den Erfolg der Vorgängerin. Flott und modern sollte sie sein, wirkte jedoch eher altbacken. Das Ende kam nach der 12. Episode, die bereits produzierten Episoden 13 und 14 wurden zunächst nicht ausgestrahlt. Dies geschah erst 2001 durch den Privatsender tm3.

## Schauspieler und Rollen
| Schauspieler       | Rolle             |
| ------------------ | ----------------- |
| Petra Berndt       | Caroline          |
| Carol Campbell     | Florenc           |
| Eva Christian      | Frau Hutschenrot  |
| Oliver Clemens     | Mickey            |
| Ottfried Fischer   | Mr. Miller        |
| Eisi Gulp          | Jens              |
| Willy Harlander    | Herr Guggenberger |
| Gert Haucke        | Albert Neumann    |
| Andreas Jung       | Christoph         |
| Christine Kaufmann | Mrs. Pellegrino   |
| Ann-Kathrin Kramer | Anna              |
| Barbara May        | Simone            |

| Schauspieler           | Rolle                    |
| ---------------------- | ------------------------ |
| Angela Pschigode       | Hertha                   |
| Karin Rasenack         | Francine                 |
| Charles Regnier        | Herr Rostrowicz          |
| Angela Roy             | Elke Engel               |
| Ingrid Schölderle      | 1. Dame am Fest          |
| Maria Sebaldt          | Elvira Zweig             |
| Erni Singerl           | Oma                      |
| Ernst Stankovski       | Baron von Krippenreither |
| Sharon von Wietersheim | Kim                      |
| Cuco Wallraff          | Johnny                   |
| Rebecca Winter         | Ruth                     |

## Episoden
| Folge | Titel                                 | Ausstrahlung     |
| ----- | ------------------------------------- | ---------------- |
| -     | Liebe ist Privatsache (Pilotfilm)     | 3. Mai 1993      |
| 1     | Afrika – Dunkel kochende Leidenschaft | 11. Mai 1993     |
| 2     | Hasselhoff                            | 18. Mai 1993     |
| 3     | Unerwünschte Gäste                    | 25. Mai 1993     |
| 4     | Die Würde der Frau                    | 23. Januar 1994  |
| 5     | Haute Cuisine                         | 1. Juni 1993     |
| 6     | Freitag, der 13.                      | 10. Juni 1993    |
| 7     | Eine Frage des Stils                  | 30. Januar 1994  |
| 8     | Kleine Schwindler                     | 6. Februar 1994  |
| 9     | 1001 Nacht                            | 13. Februar 1994 |
| 10    | Ramon                                 | 20. Februar 1994 |
| 11    | Schein und Sein                       | 27. Februar 1994 |
| 12    | Der Tanz von Glenn Goose              | 6. März 1994     |
| 13    | Der Erbprinz                          | 2. April 2001    |
| 14    | Regenpfeiffers Nachtlied              | 3. April 2001    |